# 1930 في اليابان
فيما يلي قوائم الأحداث التي وقعت خلال عام 1930 في اليابان.

## كتب
من الكتب التي صدرت هذه السنة في اليابان:
- 1 يناير – عصابة أوساكا القرمزية من تأليف ياسوناري كواباتا.

## مواليد

### يناير
- 17 يناير – كينجي يوشيدا
- 29 يناير – نوريو أوغا[1]

### فبراير
- 23 فبراير – غورو شيمورا رياضياتي ياباني.[2]

### أبريل
- 2 أبريل – يوشينوري شيجيماتسو لاعب كرة قدم ياباني.

### يوليو
- 7 يوليو – تاداو كوباياشي لاعبو كرة قدم يابانيون.

### سبتمبر
- 5 سبتمبر – كين ناجوناما لاعبو كرة قدم يابانيون.
- 12 سبتمبر – أكيرا سوزوكي كيميائي ياباني.[3]
- 13 سبتمبر – اكيتو اريما سياسي ياباني.

### ديسمبر
- 30 ديسمبر – تاكيشي كايكو كاتب ومؤلف ياباني.[4]

## وفيات

### مارس
- 2 مارس – كاتسوسابورو ياماغيوا (مواليد 1863)

### أكتوبر
- 30 أكتوبر – ساكيشي تويودا (مواليد 1867)